# Scopula luteicollis
Scopula luteicollis là một loài bướm đêm trong họ Geometridae.